# Karnotyzacja
Karnotyzacja – technika poprawy sprawności rzeczywistych obiegów termodynamicznych poprzez stosowanie zabiegów przybliżających obieg do obiegu Carnota dla danych temperatur.
Do najczęściej spotykanych sposobów karnotyzacji zalicza się regenerację ciepła i przegrzew wtórny.